# Börstorps slott
Börstorps slott är ett slott och hotell i Enåsa socken i Mariestads kommun.
Slottet ligger 13 kilometer norr om Mariestad. Egendomen är känd sedan 1400-talet och hette då Bergestorp som var en gård ägd av Laurens Speckin. Börstorp blev säteri 1625. Huvudbyggnaden av sten byggdes av Conrad von Falkenberg och stod klar 1646. Den byggdes senare om i nygotik med engelsk inspiration på 1850-talet av slottsherren Carl Leuhusen enligt arkitekten Hjalmar Wijnblads ritningar. Två kvadratiska flyglar finns, uppförda under 1700-talet.
Börstorps slott var i början av 1980-talet illa åtgånget av väder och vind men rustades upp av familjen Ribbing. Slottet och det tillhörande godset såldes 2010 av familjen Rösing. Slottet togs 2011 över av Björn Dierks och Annica Eriksson, som 2019 styckade av och sålde cirka 700 hektar beten, åker och skog till Emil Olsson, medan man behöll slottet och djurproduktionen.

## Ägare
Från 1500-talet har Börstorp tillhört släkterna:
- Bielke
- Falkenberg
- Spens
- von Knorring
- Leuhusen
- Paul
- Lilliehöök
- Fredriksson
- Ribbing
- Rösing
- Dierks/Eriksson